# 道岸
道岸（どうがん、永徽5年（654年） - 開元5年（717年）8月10日）は、中国の唐代の僧。俗姓は唐。潁川郡の出身。鑑真の師でもある。

## 人物
道岸は天下四百余州授戒の主といわれた授戒師であり、五明学に精通し、仏教建築の大家であった。705年、道岸は一目で鑑真の才徳を見抜き、弟子に迎え、五明学を教えようと考えた。